# Pancernikowate
Pancernikowate (Dasypodidae) – rodzina ssaków łożyskowych z rzędu pancernikowców (Cingulata). Wyróżnia się najczęściej 7 gatunków, aczkolwiek istnieją rozbieżności w pracach różnych autorów. Tułów okrywa pancerz złożony z płyty ramiennej, płyty miednicznej i kilku ruchomych pasów pomiędzy nimi. Raczej owadożerne bądź wszystkożerne, wiodą najczęściej samotny tryb życia. Występuje opóźniona implantacja oraz poliembrionia, z jednego zarodka powstaje od 2 do 8 identycznych zarodków.

## Budowa ciała

Największym przedstawicielem rodziny jest pancernik większy

Pancernikowate osiągają długość od 40 do 100 cm. Mniejsze gatunki, jak pancernik siedmiopaskowy, ważą około 1 kg, większe, jak pancernik większy 8-10 kg. Masa ciała innych gatunków leży gdzieś pomiędzy, np. pancernik dziewięciopaskowy 3-6 kg, a pancernik nizinny 1-2 kg. Samce i samice nie różnią się wielkością.
Mózg jest niewielki. U pancernika dziewięciopaskowego waży on zaledwie 57% masy oczekiwanej u ssaka podobnej wielkości. Bardzo słabo rozwinięty jest obszar odpowiedzialny za widzenie.
Oczy sprawiają wrażenie wręcz szczelin w skórze. Pancernikowate mają słaby wzrok. Siatkówka zawiera nieliczne pręciki, czopków nie ma wcale.
Duże, stożkowatego kształtu uszy pokryte sprawiającą wrażenie kamienistej skóry zapewniają dobry słuch.
Pancernikowate odróżniają się od swych krewnych Chlamyphoridae dłuższym pyskiem, od którego pochodzi nawet ich anglojęzyczna nazwa long-nosed armadillos (długonose pancerniki). Pysk jest smukły. Zwierzę nie potrafi szeroko otworzyć ust. W środku znajdują się słabo rozwinięte, kołkowatego kształtu zęby. Siekaczy ani kłów nie ma w ogóle, większość zębów stanowią przedtrzonowce w liczbie od 6 do 8 w każdej szczęce czy połówce żuchwy, po których następuje pojedynczy trzonowiec. W przeciwieństwie do Chlamyphoridae pancernikowate zachowały dwa funkcjonalne pokolenia zębów, zachowały też szkliwo, aczkolwiek wyłącznie na czubku zęba przed jego wyrzynaniem się. Zębom towarzyszy długi język pokryty lepką śliną, ułatwiającą przyklejanie się do języka owadów. Produkują ją gruczoły ślinowe, występuje też zbiornik magazynujący ślinę.
Charakterystyczną cechą pancernikowców jest pancerz ochraniający ciało. Składa się on z trzech części: przedniej płyty ramiennej, tylnej płyty miednicznej oraz luźniejszego pancerza pomiędzy nimi, budowanego przez kilka rzędów płyt. U pancernika siedmiopaskowego jest ich siedem, u dziewięciopaskowego, wbrew nazwie, od siedmiu do jedenastu. Pancerz jest zazwyczaj ciemnoszary, jaśniejszy choćby u pancernika dziewięciopaskowego. Zazwyczaj porastają go najwyżej pojedyncze włosy, wyjątek stanowi pancernik włochaty porośnięty gęstym, nieco czerwonawym futrem, pokrywającym większość ciała zwierzęcia, prócz karapaksu też policzki, pozostawiając nagie tylko dystalne części kończyn, część pyska i ogon. Brzuch zazwyczaj nie jest chroniony pancerzem. Obecność pancerz niektórzy autorzy łączą z wolnym metabolizmem pancernikowatych, z podstawowym tempem przemiany materii rzędu zaledwie połowy obserwowanego u innych zwierząt podobnej wielkości. Wobec ciepłego klimatu ich życia ważniejsze wydaje się raczej radzenie sobie z nadmiarem produkowanego w organizmie ciepła, niż go wytwarzanie. Bierze w tym udział pancerz odznaczający się dobrym przewodnictwem cieplnym.
Przednie łapy nie mają tak wyraźnych pazurów jak u bardziej przystosowanych do rycia w ziemi Chlamyphoridae. Tylne łapy są silne, i dobrze umięśnione zwłaszcza u pancernika dziewięciopaskowego.

## Genetyka
Diploidlalna liczba chromosomów w przypadku pancerników dziewięciopaskowego, nizinnego i pampasowego wynosi 2n = 64. Zsekwencjonowano cały genom pancernika dziewięciopaskowego.

## Systematyka

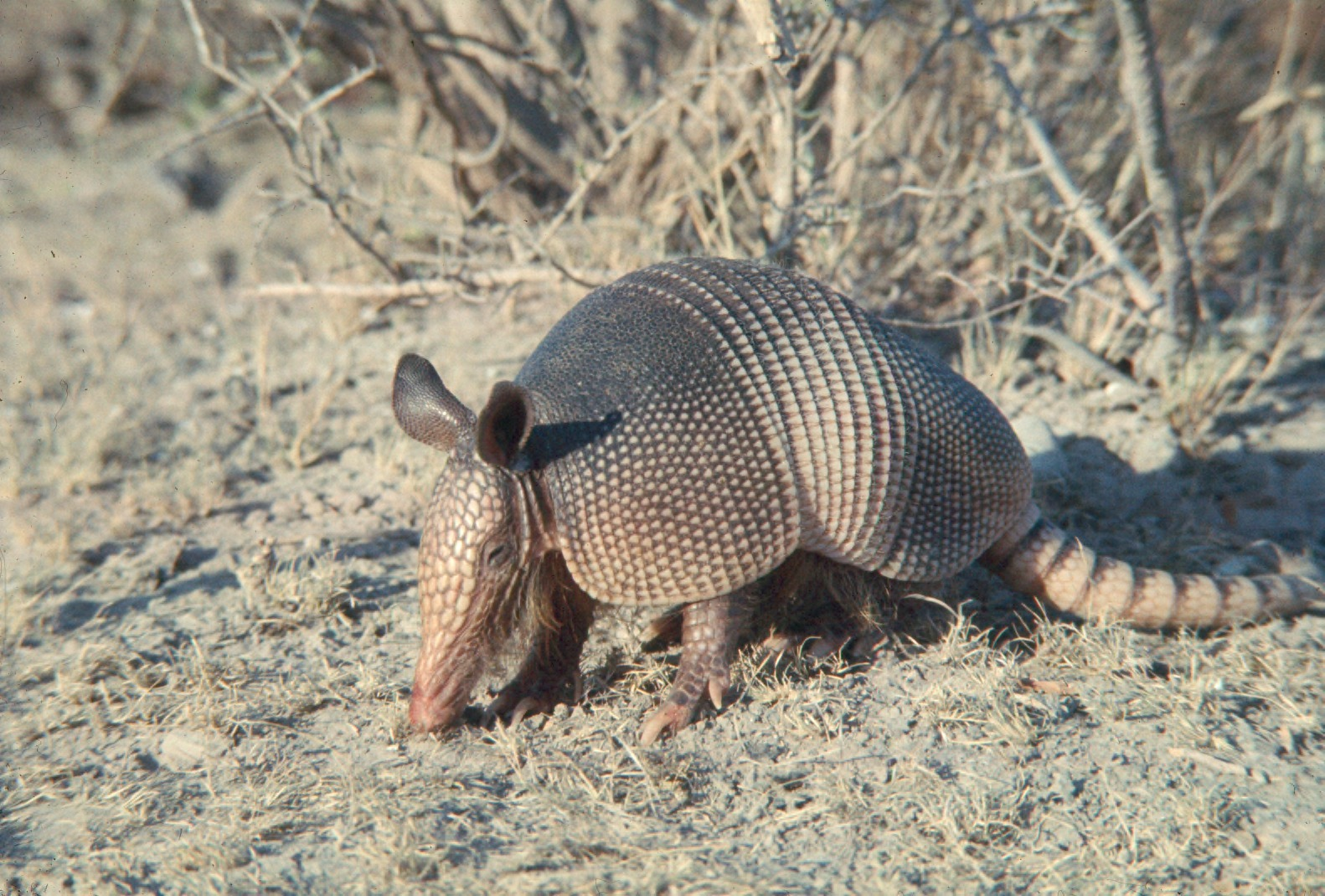
Pancernik siedmiopaskowy

Nazwę Dasypodidae utworzył w 1821 J.E. Gray. W jego zamyśle objęła ona wszystkie współczesne pancernikowce. Wyróżniano 7 plemion, przy czym rodzaj Dasypus zaliczano do Dasypodini. Sytuacja taka przetrwała cały XX wiek i uległa zmianie dopiero za sprawą zmiany systematyki w drugiej dekadzie XXI wieku.
Gibb i współpracownicy (2016) przenieśli wszystkie rodzaje współczesnych pancernikowców poza rodzajem Dasypus do odrębnej rodziny Chlamyphoridae. Z analiz filogenetycznych przeprowadzonych przez Delsuca i współpracowników (2016) oraz Mitchella i współpracowników (2016) wynika, że pancerniki nie tworzą kladu, do którego nie należałyby także gliptodonty; na tej podstawie Delsuc i współpracownicy (2016) sklasyfikowali gliptodonty jako podrodzinę Glyptodontinae wchodzącą w skład rodziny Chlamyphoridae. Rodzina dzieli się na dwie podrodziny: występującą współcześnie Dasypodinae i wymarłą Stegotheriinae.
Do rodziny należy jeden występujący współcześnie rodzaj:
- Dasypus Linnaeus, 1758 – pancernik[12][3], z gatunkami pancernik dziewięciopaskowy, pancernik większy, pancernik siedmiopaskowy, pancernik pampasowy[4] (uważany przez część autorów za podgatunek poprzedniego[13]), pancernik włochaty, pancernik nizinny i pancernik reliktowy istniejącymi do dzisiaj oraz wymarłym Dasypus bellum zwanym beautiful armadillo, czyli pięknym pancernikiem, przypominającym dzisiejszego pancernika dziewięciopaskowego, choć nieco większym[4]. Niekiedy wyróżnia się trzy podrodzaje: monotypowy, Hyperoambon, Muletia[14].

Zaliczają się do niej też rodzaje wymarłe: 
- Anadasypus Carlini, Vizcaíno & Scillato-Yané, 1997[15]
- Astegotherium Ameghino, 1902[16] – jedynym przedstawicielem był Astegotherium dichotomum Ameghino, 1902
- Nanoastegotherium Carlini, Vizcaíno & Scillato-Yané, 1997[17] – jedynym przedstawicielem był Nanoastegotherium prostatum Carlini, Vizcaíno & Scillato-Yané, 1997
- Parastegosimpsonia Ciancio, Carlini, K.E. Campbell & Scillato-Yané, 2013[18] – jedynym przedstawicielem był Parastegosimpsonia peruana Ciancio, Carlini, Campbell & Scillato-Yané, 2013
- Plesiodasypus Barasoain, González-Ruiz, Zurita & Villarroel A., 2022[19] – jedynym przedstawicielem był Plesiodasypus colombianus Barasoain, González-Ruiz, Zurita & Villarroel A., 2022
- Pliodasypus Castro, Carlini, Sánchez & Sánchez-Villagra, 2014[20] – jedynym przedstawicielem był Pliodasypus vergelianus Castro, Carlini, Sánchez & Sánchez-Villagra, 2014
- Propraopus Ameghino, 1881[21]
- Prostegotherium Ameghino, 1902[22]
- Pseudostegotherium Ameghino, 1902[23] – jedynym przedstawicielem był Pseudostegotherium glangeaudi Ameghino, 1902
- Riostegotherium Oliveira & Bergqvist, 1998[24] – jedynym przedstawicielem był Riostegotherium yanei Oliveira & Bergqvist, 1998
- Stegosimpsonia Vizcaíno, 1994[25] – jedynym przedstawicielem był Stegosimpsonia chubutana (Ameghino, 1902)
- Stegotherium Ameghino, 1887[26]

Według niektórych badań pancernikowate i Chlamyphoridae prawdopodobnie oddzieliły się od siebie około 45 milionów lat temu. Pancernikowate oddzieliły się od innych pancernikowców około 12 milionów lat temu. W rodzaju Dasypus najbardziej bazalnym wydaje się pancernik większy. Następnie wyodrębnił się klad złożony z pancernika siedmiopaskowego i pampasowego, co nastąpiło około 5 milionów lat temu, a następnie pomiędzy 4 a 2 milionami lat podzielił się on na wymienione dwa gatunki.
Większość skamieniałości znaleziono w Ameryce Południowej. Najstarsze pochodzą z późnego miocenu / wczesnego pliocenu i znalezione zostały na terenie dzisiejszej Argentyny.
Pozostają jednak pewne kontrowersje. Szeroki zasięg występowania pancernika dziewięciopaskowego wskazuje na możliwość występowania lokalnych podgatunków, z których niektóre mogłyby się właściwie okazać oddzielnymi gatunkami. Jeden z poglądów widzi w pancerniku większym trzy odrębne gatunki. Inny wyróżnia go do odrębnego podrodzaju Heteroambon, uznawanego rzadziej za odrębny rodzaj. Inny rodzaj, o nazwie Cryptophractus, kreowany został przez Fitzingera w 1856 dla pancernika włochatego, wyróżniającego się wyglądem. Pomimo niektórych współczesnych autorów pozostającym przy tym pomyśle gatunek raczej włącza się do Dasypus.
Kladogram z pracy Feijó et al. z 2019 (uproszczono):
|  | Dasypus beniensis                                                     |
|  |                                                                       |
|  | \| \| Dasypus kappleri \| \| \| \| \| \| Dasypus pastasae \| \| \| \| |
|  |                                                                       |
|  | Dasypus kappleri                                                      |
|  |                                                                       |
|  | Dasypus pastasae                                                      |
|  |                                                                       |

|  | Dasypus kappleri |
|  |                  |
|  | Dasypus pastasae |
|  |                  |

|  | Dasypus septemcinctus |
|  |                       |

|  | Dasypus novemcinctus                                   |
|  |                                                        |
|  | \| \| Dasypus novemcinctus, Dasypus mazzai \| \| \| \| |
|  |                                                        |
|  | Dasypus novemcinctus, Dasypus mazzai                   |
|  |                                                        |

|  | Dasypus novemcinctus, Dasypus mazzai |
|  |                                      |

|  | Dasypus novemcinctus                                   |
|  |                                                        |
|  | \| \| Dasypus novemcinctus, Dasypus mazzai \| \| \| \| |
|  |                                                        |
|  | Dasypus novemcinctus, Dasypus mazzai                   |
|  |                                                        |

|  | Dasypus novemcinctus, Dasypus mazzai |
|  |                                      |

|  | Dasypus novemcinctus                                   |
|  |                                                        |
|  | \| \| Dasypus novemcinctus, Dasypus mazzai \| \| \| \| |
|  |                                                        |
|  | Dasypus novemcinctus, Dasypus mazzai                   |
|  |                                                        |

|  | Dasypus novemcinctus, Dasypus mazzai |
|  |                                      |

|  | Dasypus novemcinctus                                   |
|  |                                                        |
|  | \| \| Dasypus novemcinctus, Dasypus mazzai \| \| \| \| |
|  |                                                        |
|  | Dasypus novemcinctus, Dasypus mazzai                   |
|  |                                                        |

|  | Dasypus novemcinctus, Dasypus mazzai |
|  |                                      |

|  | Dasypus novemcinctus                                   |
|  |                                                        |
|  | \| \| Dasypus novemcinctus, Dasypus mazzai \| \| \| \| |
|  |                                                        |
|  | Dasypus novemcinctus, Dasypus mazzai                   |
|  |                                                        |

|  | Dasypus novemcinctus, Dasypus mazzai |
|  |                                      |

|  | Dasypus novemcinctus                                   |
|  |                                                        |
|  | \| \| Dasypus novemcinctus, Dasypus mazzai \| \| \| \| |
|  |                                                        |
|  | Dasypus novemcinctus, Dasypus mazzai                   |
|  |                                                        |

|  | Dasypus novemcinctus, Dasypus mazzai |
|  |                                      |

|  | Dasypus novemcinctus                                   |
|  |                                                        |
|  | \| \| Dasypus novemcinctus, Dasypus mazzai \| \| \| \| |
|  |                                                        |
|  | Dasypus novemcinctus, Dasypus mazzai                   |
|  |                                                        |

|  | Dasypus novemcinctus, Dasypus mazzai |
|  |                                      |

|  | Dasypus novemcinctus                                   |
|  |                                                        |
|  | \| \| Dasypus novemcinctus, Dasypus mazzai \| \| \| \| |
|  |                                                        |
|  | Dasypus novemcinctus, Dasypus mazzai                   |
|  |                                                        |

|  | Dasypus novemcinctus, Dasypus mazzai |
|  |                                      |

|  | Dasypus novemcinctus                                   |
|  |                                                        |
|  | \| \| Dasypus novemcinctus, Dasypus mazzai \| \| \| \| |
|  |                                                        |
|  | Dasypus novemcinctus, Dasypus mazzai                   |
|  |                                                        |

|  | Dasypus novemcinctus, Dasypus mazzai |
|  |                                      |

|  | Dasypus novemcinctus                                   |
|  |                                                        |
|  | \| \| Dasypus novemcinctus, Dasypus mazzai \| \| \| \| |
|  |                                                        |
|  | Dasypus novemcinctus, Dasypus mazzai                   |
|  |                                                        |

|  | Dasypus novemcinctus, Dasypus mazzai |
|  |                                      |

|  | Dasypus novemcinctus                                   |
|  |                                                        |
|  | \| \| Dasypus novemcinctus, Dasypus mazzai \| \| \| \| |
|  |                                                        |
|  | Dasypus novemcinctus, Dasypus mazzai                   |
|  |                                                        |

|  | Dasypus novemcinctus, Dasypus mazzai |
|  |                                      |

|  | Dasypus novemcinctus                                   |
|  |                                                        |
|  | \| \| Dasypus novemcinctus, Dasypus mazzai \| \| \| \| |
|  |                                                        |
|  | Dasypus novemcinctus, Dasypus mazzai                   |
|  |                                                        |

|  | Dasypus novemcinctus, Dasypus mazzai |
|  |                                      |

|  | Dasypus novemcinctus                                   |
|  |                                                        |
|  | \| \| Dasypus novemcinctus, Dasypus mazzai \| \| \| \| |
|  |                                                        |
|  | Dasypus novemcinctus, Dasypus mazzai                   |
|  |                                                        |

|  | Dasypus novemcinctus, Dasypus mazzai |
|  |                                      |

|  | Dasypus novemcinctus                                   |
|  |                                                        |
|  | \| \| Dasypus novemcinctus, Dasypus mazzai \| \| \| \| |
|  |                                                        |
|  | Dasypus novemcinctus, Dasypus mazzai                   |
|  |                                                        |

|  | Dasypus novemcinctus, Dasypus mazzai |
|  |                                      |

|  | Dasypus novemcinctus                                   |
|  |                                                        |
|  | \| \| Dasypus novemcinctus, Dasypus mazzai \| \| \| \| |
|  |                                                        |
|  | Dasypus novemcinctus, Dasypus mazzai                   |
|  |                                                        |

|  | Dasypus novemcinctus, Dasypus mazzai |
|  |                                      |

|  | Dasypus novemcinctus                                   |
|  |                                                        |
|  | \| \| Dasypus novemcinctus, Dasypus mazzai \| \| \| \| |
|  |                                                        |
|  | Dasypus novemcinctus, Dasypus mazzai                   |
|  |                                                        |

|  | Dasypus novemcinctus, Dasypus mazzai |
|  |                                      |

|  | Dasypus septemcinctus |
|  |                       |

|  | Dasypus novemcinctus                                   |
|  |                                                        |
|  | \| \| Dasypus novemcinctus, Dasypus mazzai \| \| \| \| |
|  |                                                        |
|  | Dasypus novemcinctus, Dasypus mazzai                   |
|  |                                                        |

|  | Dasypus novemcinctus, Dasypus mazzai |
|  |                                      |

|  | Dasypus novemcinctus                                   |
|  |                                                        |
|  | \| \| Dasypus novemcinctus, Dasypus mazzai \| \| \| \| |
|  |                                                        |
|  | Dasypus novemcinctus, Dasypus mazzai                   |
|  |                                                        |

|  | Dasypus novemcinctus, Dasypus mazzai |
|  |                                      |

|  | Dasypus novemcinctus                                   |
|  |                                                        |
|  | \| \| Dasypus novemcinctus, Dasypus mazzai \| \| \| \| |
|  |                                                        |
|  | Dasypus novemcinctus, Dasypus mazzai                   |
|  |                                                        |

|  | Dasypus novemcinctus, Dasypus mazzai |
|  |                                      |

|  | Dasypus novemcinctus                                   |
|  |                                                        |
|  | \| \| Dasypus novemcinctus, Dasypus mazzai \| \| \| \| |
|  |                                                        |
|  | Dasypus novemcinctus, Dasypus mazzai                   |
|  |                                                        |

|  | Dasypus novemcinctus, Dasypus mazzai |
|  |                                      |

|  | Dasypus novemcinctus                                   |
|  |                                                        |
|  | \| \| Dasypus novemcinctus, Dasypus mazzai \| \| \| \| |
|  |                                                        |
|  | Dasypus novemcinctus, Dasypus mazzai                   |
|  |                                                        |

|  | Dasypus novemcinctus, Dasypus mazzai |
|  |                                      |

|  | Dasypus novemcinctus                                   |
|  |                                                        |
|  | \| \| Dasypus novemcinctus, Dasypus mazzai \| \| \| \| |
|  |                                                        |
|  | Dasypus novemcinctus, Dasypus mazzai                   |
|  |                                                        |

|  | Dasypus novemcinctus, Dasypus mazzai |
|  |                                      |

|  | Dasypus novemcinctus                                   |
|  |                                                        |
|  | \| \| Dasypus novemcinctus, Dasypus mazzai \| \| \| \| |
|  |                                                        |
|  | Dasypus novemcinctus, Dasypus mazzai                   |
|  |                                                        |

|  | Dasypus novemcinctus, Dasypus mazzai |
|  |                                      |

|  | Dasypus novemcinctus                                   |
|  |                                                        |
|  | \| \| Dasypus novemcinctus, Dasypus mazzai \| \| \| \| |
|  |                                                        |
|  | Dasypus novemcinctus, Dasypus mazzai                   |
|  |                                                        |

|  | Dasypus novemcinctus, Dasypus mazzai |
|  |                                      |

|  | Dasypus novemcinctus                                   |
|  |                                                        |
|  | \| \| Dasypus novemcinctus, Dasypus mazzai \| \| \| \| |
|  |                                                        |
|  | Dasypus novemcinctus, Dasypus mazzai                   |
|  |                                                        |

|  | Dasypus novemcinctus, Dasypus mazzai |
|  |                                      |

|  | Dasypus novemcinctus                                   |
|  |                                                        |
|  | \| \| Dasypus novemcinctus, Dasypus mazzai \| \| \| \| |
|  |                                                        |
|  | Dasypus novemcinctus, Dasypus mazzai                   |
|  |                                                        |

|  | Dasypus novemcinctus, Dasypus mazzai |
|  |                                      |

|  | Dasypus novemcinctus                                   |
|  |                                                        |
|  | \| \| Dasypus novemcinctus, Dasypus mazzai \| \| \| \| |
|  |                                                        |
|  | Dasypus novemcinctus, Dasypus mazzai                   |
|  |                                                        |

|  | Dasypus novemcinctus, Dasypus mazzai |
|  |                                      |

|  | Dasypus novemcinctus                                   |
|  |                                                        |
|  | \| \| Dasypus novemcinctus, Dasypus mazzai \| \| \| \| |
|  |                                                        |
|  | Dasypus novemcinctus, Dasypus mazzai                   |
|  |                                                        |

|  | Dasypus novemcinctus, Dasypus mazzai |
|  |                                      |

|  | Dasypus novemcinctus                                   |
|  |                                                        |
|  | \| \| Dasypus novemcinctus, Dasypus mazzai \| \| \| \| |
|  |                                                        |
|  | Dasypus novemcinctus, Dasypus mazzai                   |
|  |                                                        |

|  | Dasypus novemcinctus, Dasypus mazzai |
|  |                                      |

|  | Dasypus novemcinctus                                   |
|  |                                                        |
|  | \| \| Dasypus novemcinctus, Dasypus mazzai \| \| \| \| |
|  |                                                        |
|  | Dasypus novemcinctus, Dasypus mazzai                   |
|  |                                                        |

|  | Dasypus novemcinctus, Dasypus mazzai |
|  |                                      |

|  | Dasypus novemcinctus                                   |
|  |                                                        |
|  | \| \| Dasypus novemcinctus, Dasypus mazzai \| \| \| \| |
|  |                                                        |
|  | Dasypus novemcinctus, Dasypus mazzai                   |
|  |                                                        |

|  | Dasypus novemcinctus, Dasypus mazzai |
|  |                                      |

|  | Dasypus novemcinctus                                   |
|  |                                                        |
|  | \| \| Dasypus novemcinctus, Dasypus mazzai \| \| \| \| |
|  |                                                        |
|  | Dasypus novemcinctus, Dasypus mazzai                   |
|  |                                                        |

|  | Dasypus novemcinctus, Dasypus mazzai |
|  |                                      |

|  | Dasypus beniensis                                                     |
|  |                                                                       |
|  | \| \| Dasypus kappleri \| \| \| \| \| \| Dasypus pastasae \| \| \| \| |
|  |                                                                       |
|  | Dasypus kappleri                                                      |
|  |                                                                       |
|  | Dasypus pastasae                                                      |
|  |                                                                       |

|  | Dasypus kappleri |
|  |                  |
|  | Dasypus pastasae |
|  |                  |

|  | Dasypus septemcinctus |
|  |                       |

|  | Dasypus novemcinctus                                   |
|  |                                                        |
|  | \| \| Dasypus novemcinctus, Dasypus mazzai \| \| \| \| |
|  |                                                        |
|  | Dasypus novemcinctus, Dasypus mazzai                   |
|  |                                                        |

|  | Dasypus novemcinctus, Dasypus mazzai |
|  |                                      |

|  | Dasypus novemcinctus                                   |
|  |                                                        |
|  | \| \| Dasypus novemcinctus, Dasypus mazzai \| \| \| \| |
|  |                                                        |
|  | Dasypus novemcinctus, Dasypus mazzai                   |
|  |                                                        |

|  | Dasypus novemcinctus, Dasypus mazzai |
|  |                                      |

|  | Dasypus novemcinctus                                   |
|  |                                                        |
|  | \| \| Dasypus novemcinctus, Dasypus mazzai \| \| \| \| |
|  |                                                        |
|  | Dasypus novemcinctus, Dasypus mazzai                   |
|  |                                                        |

|  | Dasypus novemcinctus, Dasypus mazzai |
|  |                                      |

|  | Dasypus novemcinctus                                   |
|  |                                                        |
|  | \| \| Dasypus novemcinctus, Dasypus mazzai \| \| \| \| |
|  |                                                        |
|  | Dasypus novemcinctus, Dasypus mazzai                   |
|  |                                                        |

|  | Dasypus novemcinctus, Dasypus mazzai |
|  |                                      |

|  | Dasypus novemcinctus                                   |
|  |                                                        |
|  | \| \| Dasypus novemcinctus, Dasypus mazzai \| \| \| \| |
|  |                                                        |
|  | Dasypus novemcinctus, Dasypus mazzai                   |
|  |                                                        |

|  | Dasypus novemcinctus, Dasypus mazzai |
|  |                                      |

|  | Dasypus novemcinctus                                   |
|  |                                                        |
|  | \| \| Dasypus novemcinctus, Dasypus mazzai \| \| \| \| |
|  |                                                        |
|  | Dasypus novemcinctus, Dasypus mazzai                   |
|  |                                                        |

|  | Dasypus novemcinctus, Dasypus mazzai |
|  |                                      |

|  | Dasypus novemcinctus                                   |
|  |                                                        |
|  | \| \| Dasypus novemcinctus, Dasypus mazzai \| \| \| \| |
|  |                                                        |
|  | Dasypus novemcinctus, Dasypus mazzai                   |
|  |                                                        |

|  | Dasypus novemcinctus, Dasypus mazzai |
|  |                                      |

|  | Dasypus novemcinctus                                   |
|  |                                                        |
|  | \| \| Dasypus novemcinctus, Dasypus mazzai \| \| \| \| |
|  |                                                        |
|  | Dasypus novemcinctus, Dasypus mazzai                   |
|  |                                                        |

|  | Dasypus novemcinctus, Dasypus mazzai |
|  |                                      |

|  | Dasypus novemcinctus                                   |
|  |                                                        |
|  | \| \| Dasypus novemcinctus, Dasypus mazzai \| \| \| \| |
|  |                                                        |
|  | Dasypus novemcinctus, Dasypus mazzai                   |
|  |                                                        |

|  | Dasypus novemcinctus, Dasypus mazzai |
|  |                                      |

|  | Dasypus novemcinctus                                   |
|  |                                                        |
|  | \| \| Dasypus novemcinctus, Dasypus mazzai \| \| \| \| |
|  |                                                        |
|  | Dasypus novemcinctus, Dasypus mazzai                   |
|  |                                                        |

|  | Dasypus novemcinctus, Dasypus mazzai |
|  |                                      |

|  | Dasypus novemcinctus                                   |
|  |                                                        |
|  | \| \| Dasypus novemcinctus, Dasypus mazzai \| \| \| \| |
|  |                                                        |
|  | Dasypus novemcinctus, Dasypus mazzai                   |
|  |                                                        |

|  | Dasypus novemcinctus, Dasypus mazzai |
|  |                                      |

|  | Dasypus novemcinctus                                   |
|  |                                                        |
|  | \| \| Dasypus novemcinctus, Dasypus mazzai \| \| \| \| |
|  |                                                        |
|  | Dasypus novemcinctus, Dasypus mazzai                   |
|  |                                                        |

|  | Dasypus novemcinctus, Dasypus mazzai |
|  |                                      |

|  | Dasypus novemcinctus                                   |
|  |                                                        |
|  | \| \| Dasypus novemcinctus, Dasypus mazzai \| \| \| \| |
|  |                                                        |
|  | Dasypus novemcinctus, Dasypus mazzai                   |
|  |                                                        |

|  | Dasypus novemcinctus, Dasypus mazzai |
|  |                                      |

|  | Dasypus novemcinctus                                   |
|  |                                                        |
|  | \| \| Dasypus novemcinctus, Dasypus mazzai \| \| \| \| |
|  |                                                        |
|  | Dasypus novemcinctus, Dasypus mazzai                   |
|  |                                                        |

|  | Dasypus novemcinctus, Dasypus mazzai |
|  |                                      |

|  | Dasypus novemcinctus                                   |
|  |                                                        |
|  | \| \| Dasypus novemcinctus, Dasypus mazzai \| \| \| \| |
|  |                                                        |
|  | Dasypus novemcinctus, Dasypus mazzai                   |
|  |                                                        |

|  | Dasypus novemcinctus, Dasypus mazzai |
|  |                                      |

|  | Dasypus novemcinctus                                   |
|  |                                                        |
|  | \| \| Dasypus novemcinctus, Dasypus mazzai \| \| \| \| |
|  |                                                        |
|  | Dasypus novemcinctus, Dasypus mazzai                   |
|  |                                                        |

|  | Dasypus novemcinctus, Dasypus mazzai |
|  |                                      |

|  | Dasypus septemcinctus |
|  |                       |

|  | Dasypus novemcinctus                                   |
|  |                                                        |
|  | \| \| Dasypus novemcinctus, Dasypus mazzai \| \| \| \| |
|  |                                                        |
|  | Dasypus novemcinctus, Dasypus mazzai                   |
|  |                                                        |

|  | Dasypus novemcinctus, Dasypus mazzai |
|  |                                      |

|  | Dasypus novemcinctus                                   |
|  |                                                        |
|  | \| \| Dasypus novemcinctus, Dasypus mazzai \| \| \| \| |
|  |                                                        |
|  | Dasypus novemcinctus, Dasypus mazzai                   |
|  |                                                        |

|  | Dasypus novemcinctus, Dasypus mazzai |
|  |                                      |

|  | Dasypus novemcinctus                                   |
|  |                                                        |
|  | \| \| Dasypus novemcinctus, Dasypus mazzai \| \| \| \| |
|  |                                                        |
|  | Dasypus novemcinctus, Dasypus mazzai                   |
|  |                                                        |

|  | Dasypus novemcinctus, Dasypus mazzai |
|  |                                      |

|  | Dasypus novemcinctus                                   |
|  |                                                        |
|  | \| \| Dasypus novemcinctus, Dasypus mazzai \| \| \| \| |
|  |                                                        |
|  | Dasypus novemcinctus, Dasypus mazzai                   |
|  |                                                        |

|  | Dasypus novemcinctus, Dasypus mazzai |
|  |                                      |

|  | Dasypus novemcinctus                                   |
|  |                                                        |
|  | \| \| Dasypus novemcinctus, Dasypus mazzai \| \| \| \| |
|  |                                                        |
|  | Dasypus novemcinctus, Dasypus mazzai                   |
|  |                                                        |

|  | Dasypus novemcinctus, Dasypus mazzai |
|  |                                      |

|  | Dasypus novemcinctus                                   |
|  |                                                        |
|  | \| \| Dasypus novemcinctus, Dasypus mazzai \| \| \| \| |
|  |                                                        |
|  | Dasypus novemcinctus, Dasypus mazzai                   |
|  |                                                        |

|  | Dasypus novemcinctus, Dasypus mazzai |
|  |                                      |

|  | Dasypus novemcinctus                                   |
|  |                                                        |
|  | \| \| Dasypus novemcinctus, Dasypus mazzai \| \| \| \| |
|  |                                                        |
|  | Dasypus novemcinctus, Dasypus mazzai                   |
|  |                                                        |

|  | Dasypus novemcinctus, Dasypus mazzai |
|  |                                      |

|  | Dasypus novemcinctus                                   |
|  |                                                        |
|  | \| \| Dasypus novemcinctus, Dasypus mazzai \| \| \| \| |
|  |                                                        |
|  | Dasypus novemcinctus, Dasypus mazzai                   |
|  |                                                        |

|  | Dasypus novemcinctus, Dasypus mazzai |
|  |                                      |

|  | Dasypus novemcinctus                                   |
|  |                                                        |
|  | \| \| Dasypus novemcinctus, Dasypus mazzai \| \| \| \| |
|  |                                                        |
|  | Dasypus novemcinctus, Dasypus mazzai                   |
|  |                                                        |

|  | Dasypus novemcinctus, Dasypus mazzai |
|  |                                      |

|  | Dasypus novemcinctus                                   |
|  |                                                        |
|  | \| \| Dasypus novemcinctus, Dasypus mazzai \| \| \| \| |
|  |                                                        |
|  | Dasypus novemcinctus, Dasypus mazzai                   |
|  |                                                        |

|  | Dasypus novemcinctus, Dasypus mazzai |
|  |                                      |

|  | Dasypus novemcinctus                                   |
|  |                                                        |
|  | \| \| Dasypus novemcinctus, Dasypus mazzai \| \| \| \| |
|  |                                                        |
|  | Dasypus novemcinctus, Dasypus mazzai                   |
|  |                                                        |

|  | Dasypus novemcinctus, Dasypus mazzai |
|  |                                      |

|  | Dasypus novemcinctus                                   |
|  |                                                        |
|  | \| \| Dasypus novemcinctus, Dasypus mazzai \| \| \| \| |
|  |                                                        |
|  | Dasypus novemcinctus, Dasypus mazzai                   |
|  |                                                        |

|  | Dasypus novemcinctus, Dasypus mazzai |
|  |                                      |

|  | Dasypus novemcinctus                                   |
|  |                                                        |
|  | \| \| Dasypus novemcinctus, Dasypus mazzai \| \| \| \| |
|  |                                                        |
|  | Dasypus novemcinctus, Dasypus mazzai                   |
|  |                                                        |

|  | Dasypus novemcinctus, Dasypus mazzai |
|  |                                      |

|  | Dasypus novemcinctus                                   |
|  |                                                        |
|  | \| \| Dasypus novemcinctus, Dasypus mazzai \| \| \| \| |
|  |                                                        |
|  | Dasypus novemcinctus, Dasypus mazzai                   |
|  |                                                        |

|  | Dasypus novemcinctus, Dasypus mazzai |
|  |                                      |

|  | Dasypus novemcinctus                                   |
|  |                                                        |
|  | \| \| Dasypus novemcinctus, Dasypus mazzai \| \| \| \| |
|  |                                                        |
|  | Dasypus novemcinctus, Dasypus mazzai                   |
|  |                                                        |

|  | Dasypus novemcinctus, Dasypus mazzai |
|  |                                      |

|  | Dasypus novemcinctus                                   |
|  |                                                        |
|  | \| \| Dasypus novemcinctus, Dasypus mazzai \| \| \| \| |
|  |                                                        |
|  | Dasypus novemcinctus, Dasypus mazzai                   |
|  |                                                        |

|  | Dasypus novemcinctus, Dasypus mazzai |
|  |                                      |

Powyższy kladogram bazuje na badaniach mtDNA. Podgatunki pancernika większego uznano za osobne gatunki, a pancernik dziewięciopaskowy nie jest monofiletyczny.

## Tryb życia
Zwierzęta te wiodą najczęściej nocny tryb życia. Za dnia częściej opuszczają nory zimą, unikając chłodów. Niektóre gatunki jednak cały rok prowadzą dzienny tryb życia, czego przykładem pancerniki nizinny i pampasowy.
Pancernikowate spędzają czas w norach. Może im w tym pomagać wolne tempo metabolizmu wiążące się z dużą opornością na hipoksję. Potrafią też na kilka minut wstrzymać oddech. Wiąże się to również z umiejętnością pływania, w tym nurkowania. Niekiedy, przemierzając zbiornik, zwierzę nurkuje do dna, po czym kroczy po nim na drugą stronę. Natomiast żeby płynąć na powierzchni wody, pancernik połyka powietrze, by zwiększyć swą wyporność. Mimo że pływa wolno, płynąc pieskiem, potrafi tak przebyć istotny dystans. Nie wyjaśniono jednak, jak potrafi przebyć duże bariery wodne, takie jak rzeka Missisipi, która stanęła na drodze rozprzestrzeniającemu się na kontynencie północnoamerykańskim pancernikowi dziewięciopaskowemu. Nie wiadomo, czy ssaki te przebyły ją wpław, czy też korzystały z jakichś mostów.
Pancernik przystępuje do kopania nory, rozbijając glebę głową. Właściwą pracę zaczyna od przednich kończyn, którymi rozkopuje glebę. Tylnymi kończynami usuwa wykopaną ziemię, opierając się jednocześnie na ogonie. W swej norze pancernikowate śpią, odpoczywają, chronią się też przed zmianami temperatury. Ich areał osobniczy obejmuje zazwyczaj kilka nor, dzięki czemu w razie zagrożenia mają blisko do nory. Rzeczone nory nie cechują się skomplikowaną budową. Stanowią raczej prosty tunel (rzadko się rozgałęzia, a i wtedy rozgałęzienia są nieliczne) ciągnący się na długość na od 1 do 7 m, schodzący w głąb od 0,4 do 2 m, zakończony komorą sypialną wyłożoną liśćmi, trawą czy igłami. Pancernik siedmiopaskowy często dostosowuje do swoich potrzeb nory wydrążone przez zwierzęta innych gatunków. Zdolność Dasypus do drążenia w ziemi jest pośrednia pomiędzy przystosowanymi do podziemnego życia Chlamyphorus czy Calyptophractus, a korzystającymi z nor w małym stopniu Tolypeutes.
Na zewnątrz pancernik wychodzi na 4-6 godzin, głównie celem znalezienia pokarmu, po czym wraca do nory. Kieruje się głównie słuchem i węchem. Niekiedy powstaje na tylne łapy, uważnie nasłuchując. Pokarmu szuka w ściółce z pyskiem przy ziemi. Kroczy zwykle powoli. Badacze powtórnie odławiali pancerniki dziewięciopaskowe 150–200 m od miejsca ich poprzedniego napotkania.
Ochronę przed drapieżnikami zapewnia mu w pewnym stopniu pancerz. Dorosłe pancerniki padają ofiarą pumy czy jaguara, jak i aligatora amerykańskiego. Osobnikom młodociany grozi szerszy zbiór drapieżników, obejmujący także kojota czy duże ptaki drapieżne. Napotkawszy zagrożenie, pancernik zazwyczaj rzuca się od ucieczki, chroniąc się wśród gęstej roślinności, a w razie pogoni drapieżnika zmierza do jamy. W przypadku pancernika dziewięciopaskowego zaobserwowano pionowy wyskok w górę.
Pancernikowate wiodą samotny tryb życia. Relacje społeczne ograniczają się właściwie do rozrodu. Nie wydają licznych dźwięków, słaby wzrok w połączeniu z nocnym trybem życia wykluczają też komunikację wzrokowym. Jeśli już więc pancernikowate przesyłają sobie jakieś sygnały, to raczej komunikują się węchem. Mają specjalne gruczoły analne u podstawy ogona, ponadto pozostawiają mocz i kał. Obserwowano pancerniki dziewięciopaskowe ocierające się o podłoże. Jedynie w przypadku pancernika nizinnego obserwowano kilka samic przebywającym w tym samym czasie w jednej norze.
Areał osobniczy obejmuje od 0,5 do 20 ha. Areały sąsiadujących ze sobą pancerników mogą się na siebie nakładać. Zdarza się nawet, że kilka osobników korzysta z tej samej nory, jednak nigdy w tym samym czasie.

## Cykl życiowy
Niewiele wiadomo o rozrodzie większości gatunków, najlepiej poznano go w przypadku pancernika dziewięciopaskowego.
Gotowość do rozrodu Pancernikowate osiągają prawdopodobnie w wieku około roku. Samiec pancernika dziewięciopaskowego w tym właśnie wieku rozpoczyna spermatogenezę. Produkuje plemniki przez cały rok, co wiąże się ze stale wysokim stężeniem testosteronu we krwi, jednak przez większą jego część z nich nie korzysta. Plemnik o długości 63,2-68,2 mm mają stosunkową niewielką głowę. Od 50 do 60% z jej długości przypada na akrosom. Samica pancernika dziewięciopaskowego owuluje pierwszy raz w wieku półtora roku. W efekcie młodsze samice przystępują do rozrodu w tym samym sezonie rozrodczym później, niż starsze. Owulacja odbywa się raz do roku, a stężenia hormonów płciowych w jej krwi zmieniają się okresowo.
Rozród zaczyna się późną wiosną bądź początkiem lata. Samica gotowa na przyjęcie samca sygnalizuje to za pomocą falujących ruchów ogona w przód i w tył. Zainteresowaną samicą samiec kładzie przednie kończyny na pancerzu wybranki i zbliża pysk do okolicy jej gruczołów analnych, być może sprawdzając w ten sposób jej zdolności rozrodcze. U pancernika dziewięciopaskowego jeden samiec może pokryć w jednym sezonie dwie-trzy samice. Jeśli dojdzie do kopulacji i zapłodnienia, nie oznacza to automatycznie ciąży. Występuje bowiem zjawisko opóźnionej implantacji. Zarodek zagnieżdża się w macicy jesienią. W warunkach hodowlanych u pancernika siedmiopaskowego do implantacji dochodziło niekiedy nawet po dwóch-trzech latach. Być może wywołał to stres, jakiego zwierzęta doświadczały w niewoli. U pancernika nizinnego i siedmiopaskowego implantacja zachodzi po 2-4 miesiącach. Występuje zjawisko poliembrionii: z jednej zygoty powstaje na skutek podziałów kilka zarodków, często 4, jak u pancernika dziewięciopaskowego czy nizinnego. U pancernika większego przychodzą na świat tylko 2 młode. U pancernika siedmiopaskowego pojedynczy miot liczyć może od 4 do 8 młodych. W efekcie wszystkie młode z jednego miotu są identyczne. W ten sposób nie rozmnaża się żaden inny kręgowiec. Ciąża trwa od 120 do 180 dni. Poród odbywa się środkową lub późną wiosną.
Opiekę nad młodymi sprawuje wyłącznie samica. Karmi ona młode mlekiem czterech sutków ulokowanych pachwinowo. Odstawienie następuje po 6-8 tygodniach, Młode mają wtedy masę 15% dorosłego zwierzęcia, a więc dość niską. Wcześniejsze zaprzestanie karmienia może wiązać się z nadmiernym kosztem, przed jakim stawia ono matkę. Młode przybierają dziennie 10 g. Samce rosną szybciej od samic, prędzej też zaczynają przyjmować wodę i pokarmy niemleczne, aczkolwiek wiedza ta bazuje na obserwacji pojedynczych miotów pancernika dziewięciopaskowego. Masę ciała dorosłego osiągają po około 400 dniach życia.
Długość życia pancernika dziewięciopaskowego na wolności wynosi od 8 do 12 lat. W niewoli niektóre osobniki dożywały i 20. Podobne dane dla innych gatunków nie istnieją.

## Rozmieszczenie geograficzne i siedlisko

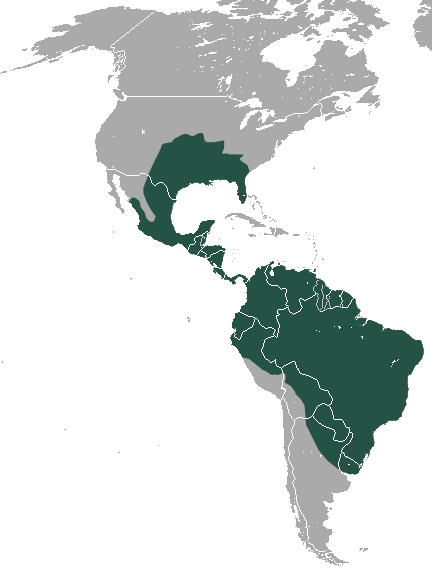
Najszerszy zasięg występowania ma pancernik dziewięciopaskowy, który jako jedyny współczesny gatunek przedostał się do Ameryki Północnej

Pancernikowate zamieszkują otwarte tereny Ameryki Południowej i Północnej. Powstały one zapewne w Ameryce Południowej, jak i inne szczerbaki. Pancernik dziewięciopaskowy jako jedyny zasiedlił kontynent północnoamerykański, reszta zasiedla rejony tropikalne Ameryki Południowej.
Zwierzęta te zamieszkują rozmaite siedliska, jednakże wymagają odpowiedniej wilgotności. Spotyka się je w lasach tropikalnych, czego przykładem pancernik większy z dorzecza Amazonki czy też zamieszkujący wyłącznie nizinne lasy dorzeczy Amazonki i Orinoko pancernik większy, ale i na terenach trawiastych, gdzie żyje pancernik pampasowy. Nie stronią od środowisk górskich, jak pancernik reliktowy oraz osiągający wysokość do 3500 m nad poziomem morza pancernik włochaty. Radzą sobie także w siedliskach zmodyfikowanych działalnością człowieka. Nie spotyka się natomiast na terenach suchych, zwłaszcza pustynnych. Obszary takie w Ameryce Północnej ograniczają ekspansję pancernika dziewięciopaskowego.

## Ekologia

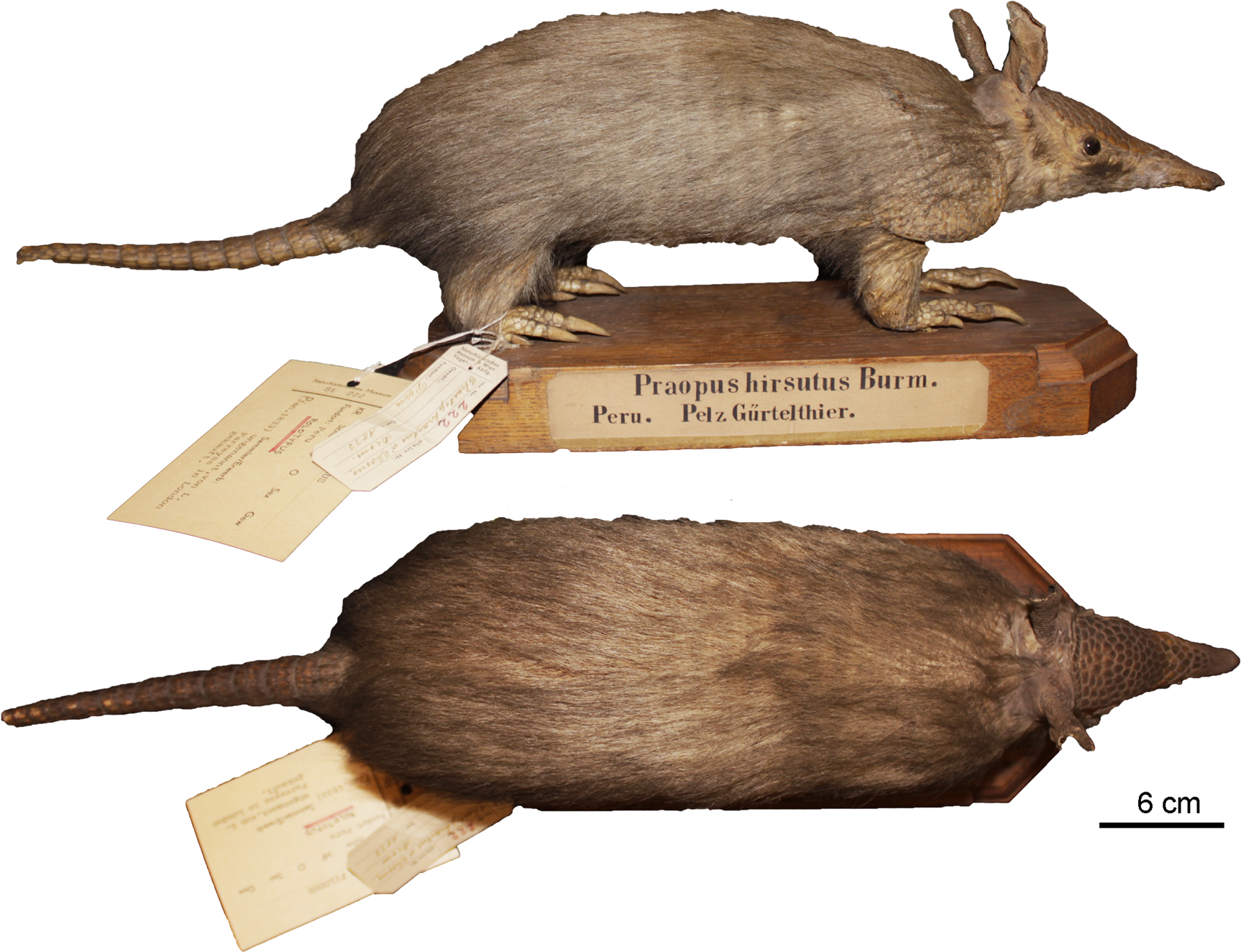
Pancernik włochaty

W przeciwieństwie do Chlamyphoridae pancernikowate nie są aż tak wyspecjalizowanymi mrówkożercami. Są raczej niewyspecjalizowanymi owadożercami, którzy nie stronią w razie dostępności od innego pokarmu. Spożywają imagines i larwy chrząszczy, mrówkowatych i termitów, które stanowią większą część ich diety. Konsumują też inne bezkręgowce, w tym pierścienice, nie pogardzą spożyciem jaj ptaków czy żółwi. Zjadają także pokarm roślinny, w tym owoce. W przypadku pancernika dziewięciopaskowego odnotowano konsumpcję raków, padliny, ale też młodych zajęczaków. Badanie żołądków osobników z Teksasu ujawniło, że 80% treści stanowiły nasiona Diospyros texana. Zauważono pewne sezonowe różnice w zjadanym pokarmie, ale nie wiadomo, czy wynikają one raczej z dostępności pokarmu, czy z preferencji pancerników.
Zdobyczy pancernik szuka w ściółce, glebie czy pod kłodami, z nosem przy ziemi. Przednimi łapami potrafi rozgrzebywać glebę w poszukiwaniu jedzenia. Pokarm połyka z istotną ilością ziemi. Nie wiadomo, czy ma to jakieś znaczenie na przykład w uzupełnianie soli mineralnych.
Pancernikowate różnią się od Chlamydophoridae większą zależnością od źródeł wody. W razie jej dostępności Dasypodidae często piły, w przeciwieństwie do Chaetophractus. Wiąże się to później z oddawaniem większej ilości moczu.
Patogeny nękające pancernikowate obejmują Mycobacterium leprae, Trypanosoma cruzi, Toxoplasma gondii oraz grzyby wywołują sporotrichozę i parakokcydioidomykozę.

## Zagrożenia i ochrona
Na pancernikowate negatywnie wpływać mogą pobór drewna drzew liściasty oraz choroby, jak trąd.

## W kulturze
Pancernikowate bywają konsumowane przez ludzi. Za jadalne uznaje się wszystkie gatunki. Poluje się na nie dla mięsa. Niekiedy też zabija się je ze strachu przed chorobą. O ile żywe zwierzę nie przenosi na człowieka patogenów, spożycie mięsa zarażonego pancernika może skutkować transmisją. Rodzimi mieszkańcy Ameryk niekiedy też wykorzystują pancernikowate w medycynie ludowej – do leczenia obrzęku, zapalenia oskrzeli, ukąszeń węży, głuchoty i bólu ucha (poprzez umieszczenie czubka ogona w uchu), kaszlu (syrop z ogona) – a także w rzemieślnictwie do wyrobu między innymi gitar i lamp.
Niektóre gatunki uważa się za szkodniki, przykładem pancernik pampasowy czy dziewięciopaskowy.